# سئو هیون-وو
سئو هیون-وو (کره‌ای: 서현우; زادهٔ ۲۰ نوامبر ۱۹۸۳) بازیگر اهل کرهٔ جنوبی است. او برای بازی در نقش خبرنگار کیم مو جین در درام گل شیطان (۲۰۲۰) به شهرت رسید.